# Iwan Daniłow
Iwan Aleksiejewicz Daniłow (ros. Иван Алексе́евич Дани́лов, ur. 4 września 1895 w Pietrozawodsku, zm. 27 stycznia 1953 w Moskwie) – radziecki polityk, przewodniczący Komitetu Planowania Gospodarczego Karelo-Fińskiej SRR (1939-1944).
Skończył szkołę fabryczną, 1915 wcielony do armii, 1917 wstąpił do SDPRR(b). Od grudnia 1917 członek komitetu wykonawczego guberni ołonieckiej i Karelskiego Komitetu Rewolucyjnego, później sekretarz gubernialnego ołonieckiego komitetu RKP(b). Od sierpnia 1920 do listopada 1921 sekretarz odpowiedzialny Karelskiego Komitetu Obwodowego RKP(b), 1925-1927 ludowy komisarz spraw wewnętrznych Autonomicznej Karelskiej Socjalistycznej Republiki Radzieckiej, 1927-1929 przewodniczący Rady Miejskiej w Pietrozawodsku, 1930-1934 przewodniczący Komitetu Planowania Gospodarczego Autonomicznej Karelskiej SRR, 1935-1937 przedstawiciel Autonomicznej Karelskiej SRR przy Radzie Komisarzy Ludowych ZSRR w Moskwie, 1937-1938 ponownie przewodniczący Rady Miejskiej w Pietrozawodsku, 1939-1944 przewodniczący Komitetu Planowania Gospodarczego Karelo-Fińskiej SRR. 1945-1953 przedstawiciel Karelo-Fińskiej SRR przy Radzie Komisarzy Ludowych/Radzie Ministrów ZSRR w Moskwie.